# Schmalspurbahn Valdepeñas–Puertollano
| Dampflok Nr. 6 (O&K Nr. 1001/1905) in Puertollano, 1962 |                     |                                           |                                           |
| Streckenverlauf (Explotación de Ferrocarriles por el Estado) |                     |                                           |                                           |
| Streckenlänge: | 76 km               |                                           |                                           |
| Spurweite: | 750 mm (Schmalspur) |                                           |                                           |
| Maximale Neigung: | 3 ‰                 |                                           |                                           |
| Minimaler Radius: | 110 m               |                                           |                                           |
| Streckengeschwindigkeit: | 20 km/h             |                                           |                                           |
| |                     |                                           |                                           |
| \| \| \| Madrid–Cádiz \| \| \| \| 0 \| Valdepeñas (Económico) \| Valdepeñas (Económico) \| \| \| 12 \| La Gredera \| La Gredera \| \| \| 18 \| Moral de Calatrava \| Moral de Calatrava \| \| \| 28 \| Montanchuelos \| Montanchuelos \| \| \| 33 \| Granátula \| Granátula \| \| \| 34,3 \| Río Jabalón (28,30 m) \| Río Jabalón (28,30 m) \| \| \| 41,6 \| Arroyo Sequillo (24,5 m) \| Arroyo Sequillo (24,5 m) \| \| \| 43 \| Calzada de Calatrava \| Calzada de Calatrava \| \| \| 49 \| Hernán Muñoz (Aldea del Rey) \| Hernán Muñoz (Aldea del Rey) \| \| \| 56 \| Miró \| Miró \| \| \| 63 \| La Zarza \| La Zarza \| \| \| 73 \| Argamasilla de Calatrava (Estación chica) \| Argamasilla de Calatrava (Estación chica) \| \| \| 76 \| Puertollano (Económico) \| Puertollano (Económico) \| \| \| \| Madrid–Badajoz \| \| |                     |                                           |                                           |
| Bahnhof quer |                     | Madrid–Cádiz                              | Madrid–Cádiz                              |
| Kopfbahnhof Streckenanfang (Strecke außer Betrieb) | 0                   | Valdepeñas (Económico)                    | Valdepeñas (Económico)                    |
| Haltepunkt / Haltestelle (Strecke außer Betrieb) | 12                  | La Gredera                                | La Gredera                                |
| Bahnhof (Strecke außer Betrieb) | 18                  | Moral de Calatrava                        | Moral de Calatrava                        |
| Bahnhof (Strecke außer Betrieb) | 28                  | Montanchuelos                             | Montanchuelos                             |
| Bahnhof (Strecke außer Betrieb) | 33                  | Granátula                                 | Granátula                                 |
| Brücke über Wasserlauf (Strecke außer Betrieb) | 34,3                | Río Jabalón (28,30 m)                     | Río Jabalón (28,30 m)                     |
| Brücke über Wasserlauf (Strecke außer Betrieb) | 41,6                | Arroyo Sequillo (24,5 m)                  | Arroyo Sequillo (24,5 m)                  |
| Bahnhof (Strecke außer Betrieb) | 43                  | Calzada de Calatrava                      | Calzada de Calatrava                      |
| Bahnhof (Strecke außer Betrieb) | 49                  | Hernán Muñoz (Aldea del Rey)              | Hernán Muñoz (Aldea del Rey)              |
| Haltepunkt / Haltestelle (Strecke außer Betrieb) | 56                  | Miró                                      | Miró                                      |
| Haltepunkt / Haltestelle (Strecke außer Betrieb) | 63                  | La Zarza                                  | La Zarza                                  |
| Bahnhof (Strecke außer Betrieb) | 73                  | Argamasilla de Calatrava (Estación chica) | Argamasilla de Calatrava (Estación chica) |
| Kopfbahnhof Streckenende (Strecke außer Betrieb) | 76                  | Puertollano (Económico)                   | Puertollano (Económico)                   |
| Bahnhof quer |                     | Madrid–Badajoz                            | Madrid–Badajoz                            |

Die Schmalspurbahn Valdepeñas–Puertollano war eine von 1890 bis 1963 betriebene 76 km lange Bahnstrecke mit einer Spurweite von 750 mm in der Provinz Ciudad Real in der Autonomen Region Kastilien-La Mancha in Spanien.

## Name
In den Fahrplänen wurde die Schmalspurbahn als „Económico“ (Wirtschaftsbahn) bezeichnet. Da die nächstgelegene Stadt Moral de Calatrava war, wurde der Zug manchmal „el trenillo del Moral“ (Moralbähnchen) genannt. Es war auch als „El trenillo del agua“ (Wasserbähnchen) bekannt, da er viele Jahre lang Trinkwasser aus den Brunnen des Unternehmens nach Valdepeñas transportierte.

## Geschichte
Der Geschäftsmann Pedro Ortiz de Zárate besaß ein großes landwirtschaftliches Anwesen in der Region und setzte sich daher für den Bau einer Eisenbahn ein. Er konnte verschiedene Investoren aus seiner 550 km weiter nördlich gelegenen Heimatstadt Vitoria-Gasteiz mobilisieren, den Bau der Bahn zu finanzieren.
Die Konzession wurde 1891 von der Regierung erteilt, woraufhin im Mai 1892 in Vitoria-Gasteiz mit baskischem und belgischem Kapital die Ferrocarril de Valdepeñas a la Calzada de Calatrava gegründet wurde. Die Gleise wurden mit kostengünstigen Feldbahnschienen mit einem Metergewicht von 12,5 kg/m bzw. 26 kg/m verlegt auf Eichenholzschwellen. Der erste  42 km lange Streckenabschnitt zwischen Valdepeñas und Calzada wurde am 22. Dezember 1893 in Betrieb genommen. Der zweite, 34 km lange Abschnitt wurde am 24. Februar 1903 in Betrieb genommen.
Am 31. Dezember 1931 übernahm die neugeschaffene EFE-Agentur (Explotación de Ferrocarriles por el Estado) den Betrieb der Schmalspurbahn. Sie wurde 1963 stillgelegt.

## Schienenfahrzeuge

### Lokomotiven
- Drei Couillet-Schlepptenderlokomotiven der Bauart C n2t mit den Namen Vitoria (Nr. 1, Werksnummer 1038/1891) und Calatrava (Nr. 2, Werksnummer 1039/1891) und Bélgica (Nr. 3, Werksnummer 1103/1894)
- Zwei gebraucht erworbene Arnold-Jung-Dampflokomotiven der Bauart B’1 Madrid (Nr. 609) und Bilbao (Nr. 610)
- Eine fabrikneue O&K-Dampflok der Bauart C mit 107 PS Asturias (Nr. 6, Werksnummer 1001/1903)
- Drei O&K-Dampflokomotiven der Bauart B n2t der 1956 stillgelegten Schmalspurbahn Palamós–Flaçà mit ihren ursprünglichen Namen und Nummern: Bañolas (Nr. 12, Werksnummer 4132/1910), Cornellá (Nr. 14, Werksnummer 4134/1910) und Mercedes (Nr. 15, Werksnummer 4135/1910).
- Eine dreiachsige Metalúrgica-San-Martín-Diesellokomotive Estado 20 (Baujahr 1930), die in Valdepeñas einen neuen Barreiros-Motor und später einen Mack-Motor erhielt[2][4]

### Wagen

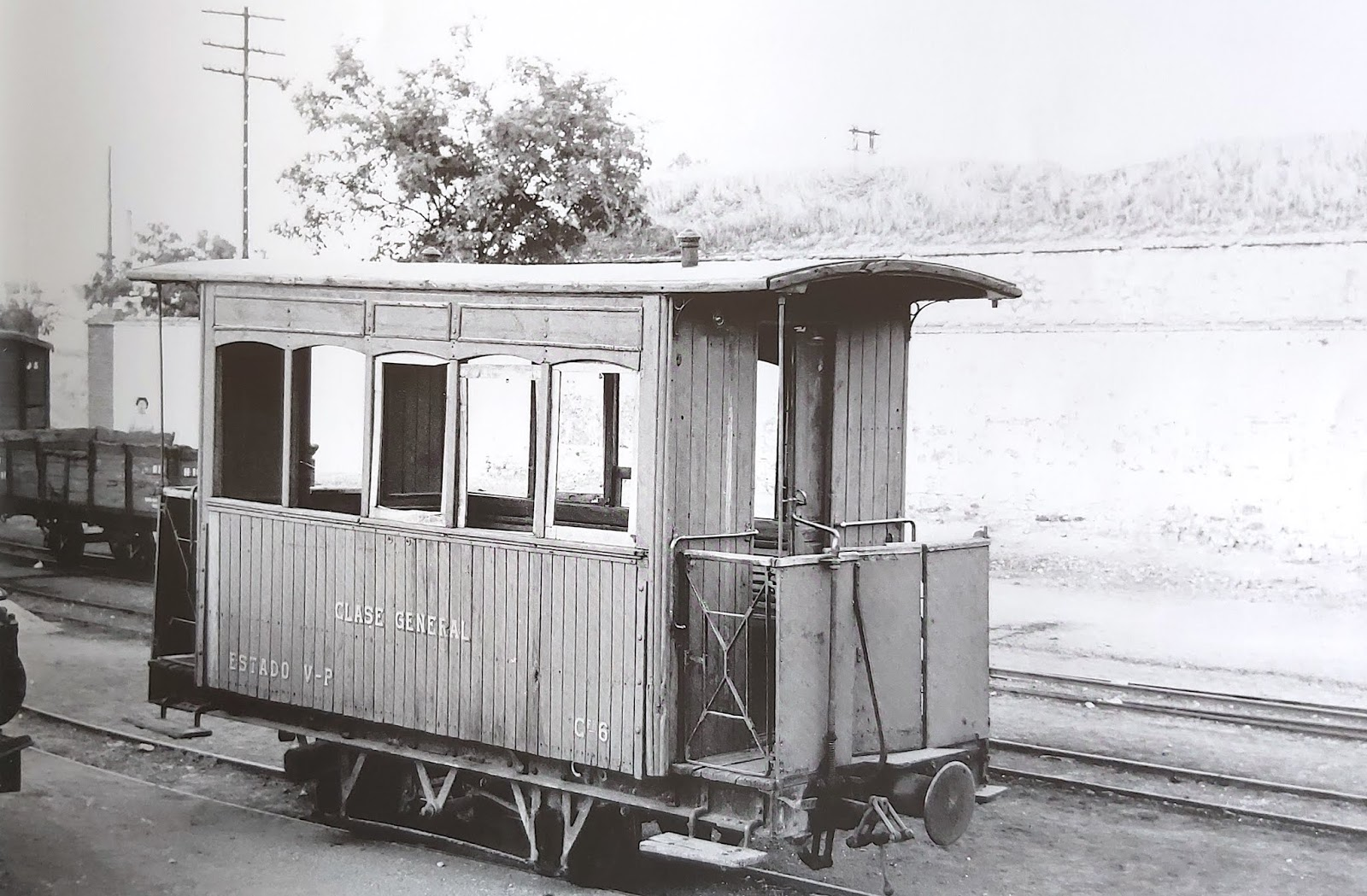
Zweiachsiger Personenwagen dritter Klasse der Kennung C-6 mit zwei seitlichen Holz-Längsbänken

Anfangs standen folgende Wagen zur Verfügung
- Sechs zweiachsige Personenwagen der dritten Klasse (C-1 bis C-6)
- Zwei gemischte Personenwagen der zweiten und dritten Klasse (AC-7 und AC-8) mit Post- und Gepäckabteilungen
- Zwei Personenwagen der zweiten Klasse (A-9 und A-10)
- Dreißig Güterwagen

Im Jahr 1926 wurden darüber hinaus zwei neue Drehgestellwagen von Cardé & Escoriaza für den Personenverkehr der zweiten und dritten Klasse beschafft (AC-51 und AC-52).